# Caponiera

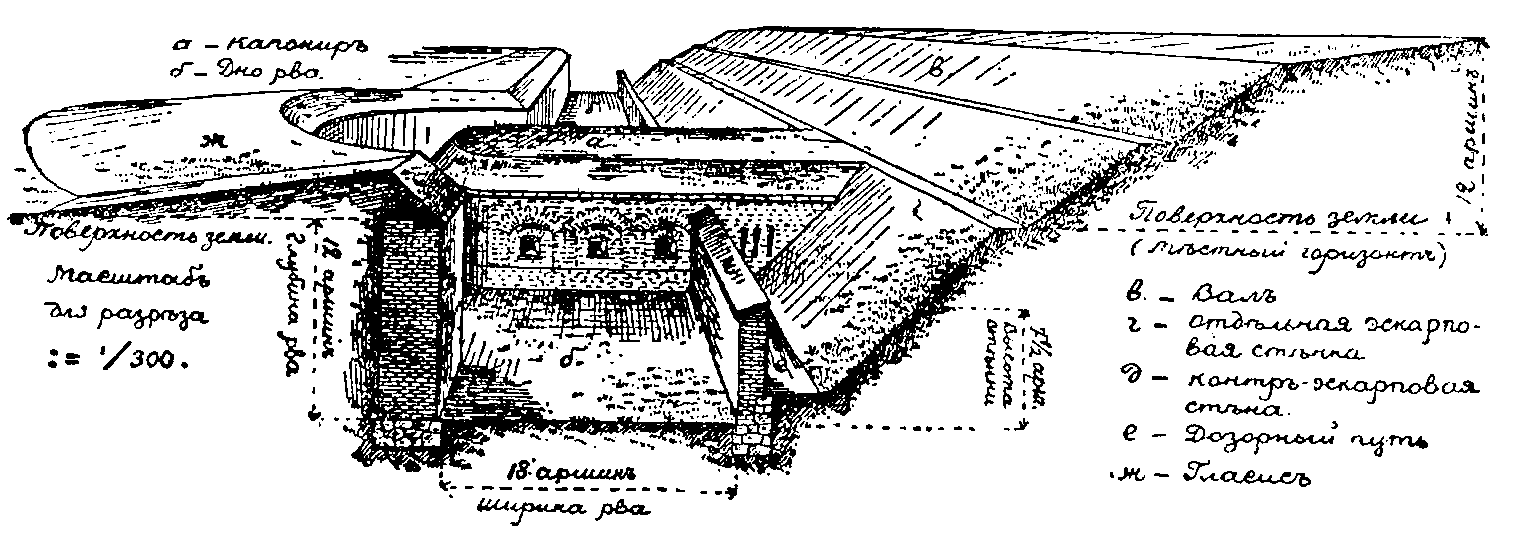
Schizzo di una caponiera.

La caponiera, o capponiera (dallo spagnolo caponera, traslazione dal significato proprio di "capponaia, stia"; in veneziano: caponèra), è un'opera fortificata dell'ingegneria militare, in legno o in muratura, destinata alla difesa del fossato di una cinta muraria, per impedirne il passaggio al nemico.
Solitamente si trova nel fossato, o attraverso lo stesso, e può essere disposta su più ordini di fuoco. Permetteva inoltre di attraversare il fossato e raggiungere le opere esterne, rimanendo fuori dalla vista nemica.
Fu utilizzata nelle fortificazioni permanenti, dove solitamente fuoriusciva leggermente rispetto alla fortificazione stessa, avendo quindi la possibilità di tenere sotto osservazione armata (solitamente con armi leggere) il fossato:
- nel caso di "doppia caponiera", permetteva di controllarlo per intero, ovvero con una vista di 180°;
- nel caso della "mezza caponiera", solamente per un angolo di 90°.

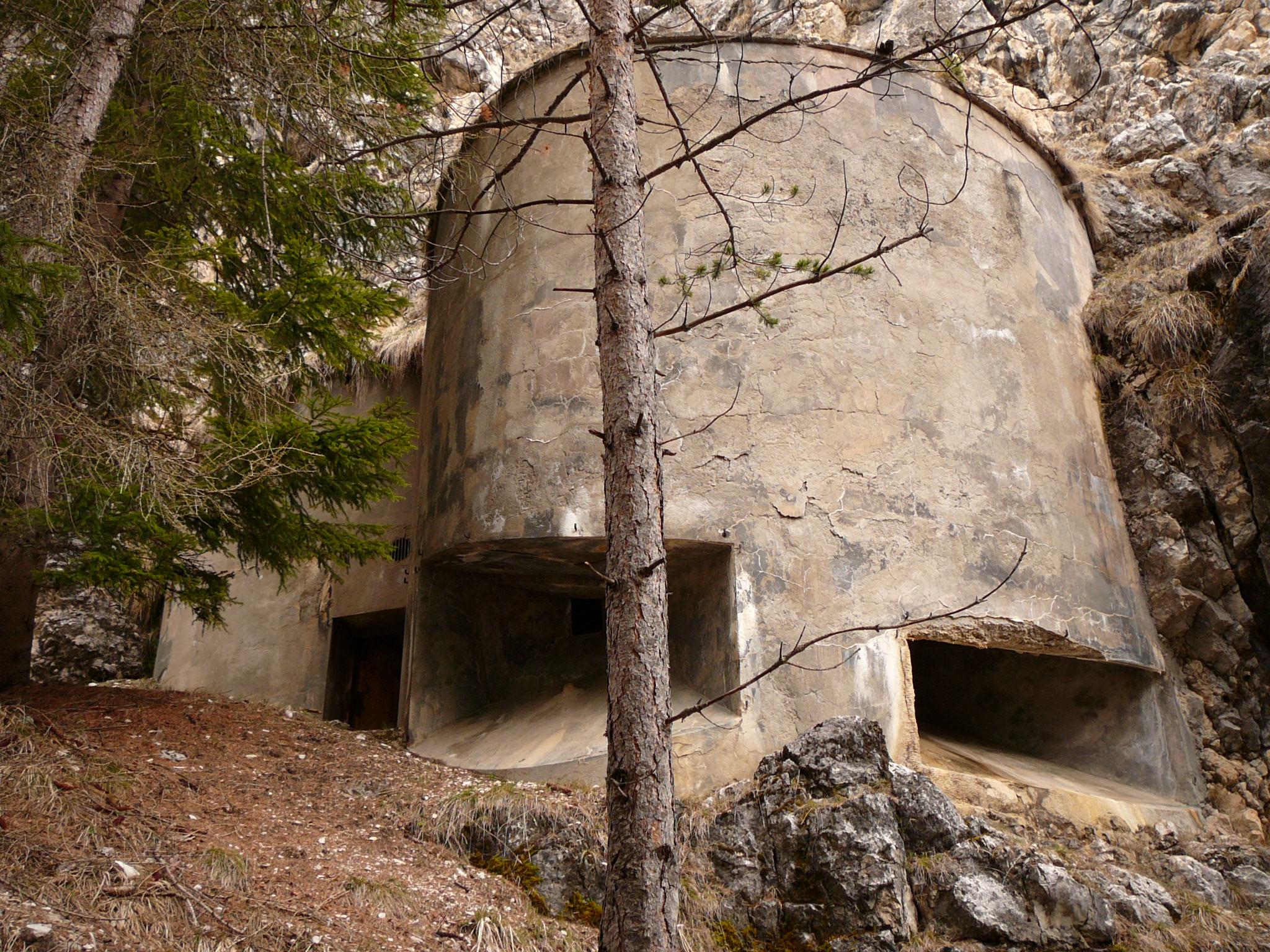
La caponiera d'ingresso dell'opera 2, Sbarramento Passo Cimabanche (Vallo Alpino in Alto Adige).

Nelle opere del Vallo Alpino invece vennero costruite le caponiere in calcestruzzo e poste adiacenti agli ingressi principali o ad una postazione armata, per fiancheggiarle con fucili mitragliatori. Solitamente si trattava di un'apertura di un'opera, spesso di tipo "a tramoggia", ovvero costituito da molteplici gradini in grado di evitare rimbalzi di proiettili nemici.